# Marignac (Charente-Maritime)
Marignac é uma comuna francesa na região administrativa da Nova Aquitânia, no departamento de Charente-Maritime. Estende-se por uma área de 13,50 km². Em 2010 a comuna tinha 432 habitantes (densidade: 32 hab./km²).